# Херихеб
Херихеб (егип. ẖry-ḥb(t) — «тот, кто при свитках») — один из высших жреческих титулов в Древнем Египте, принадлежавший жрецам-«чтецам», основной служебной обязанностью которых было чтение религиозных текстов во время проведения церемоний богослужения. 
В древнеегипетской литературе причетники обычно изображались хранителями тайных знаний и исполнителями удивительных магических мистерий (heku). 

## Должность
Должность херихеба известна с самого возникновения древнеегипетского государства. Главным требованием при назначении на эту должность было умение читать, понимать и переписывать иероглифические тексты. Поскольку херихеб имел доступ к священным книгам, заключавшим в себе религиозные и магические откровения, уже в эпоху Древнего царства считалось, что этот жрец является, помимо прочего, специалистом в разного рода магии (в новоегипетском языке термин hry-tp стал обозначать магию в целом). Именно способность читать и понимать сакральные тексты отличала херихеба как от писцов, так и от жрецов других видов и рангов.
Правильное произнесение сакральных слов жрецами во время церемоний богослужения воспринималось древними египтянами в качестве основного действия, необходимого для установления связи между миром людей и потусторонним миром богов. Любое неверно произнесённое слово во время церемонии могло повлечь за собой неблагоприятные последствия. В этой связи запись и последующее прочтение религиозных текстов приобрели огромное значение для правильного проведения божественного ритуала.
Титул херихеба встречается в титулатуре высших сановников царя — чати, казначеев, князей, номархов, а также царских сыновей уже в период Древнего царства. Первоначально обязанности херихеба исполнял один из сыновей царя, лишь впоследствии при увеличении бюрократического аппарата число херихебов умножилось и сформировалось в особую жреческую должность. Во времена III династии херихеб при царском дворе осуществлял не только соответствующие жреческие функции, но и исполнял обязанности своеобразного царского секретаря и доверенного лица. В период IV династии многие родственники фараона, прежде всего, сыновья имели титул херихеба, к примеру, во время царствования Хафра его сыновья Ниусерра, Иун-Ра, Анхмара и Сехемкара носили титул «херихеб своего отца» (егип. ẖrj-ḥb(t) it.f).

## Обязанности
Херихебы владели как иератической, так и иероглифической системами письма, в их обязанности входила декламация сакральных текстов при отправлении культа. Херихеб не только читал религиозные тексты, он ещё и обладал знанием и навыком толкования их скрытого содержания, благодаря чему искусство херихеба было окутано сакральной тайной. 
Титул херихеба регулярно встречается в титулатурах как высших чиновников центральной царской администрации, так и провинциальных наместников — номархов (к примеру, в титулатуре Хуфхора, Анхтифи, Хекаиба I, Уххотепа III и многих других). Таким образом, титул херихеба в Древнем Египте мог принадлежать не только жрецам, в действительности служившим в храме и исполнявшим обязанности жреца-чтеца, но и высокопоставленным царским чиновникам разного уровня, фактически не исполнявшим (по крайней мере, регулярно) обязанностей херихеба. Кроме того, херихебом мог называться человек, исполнявший соответствующие жреческие обязанности не в храме, а в гробнице частного лица, не будучи при этом профессиональным жрецом-чтецом.
Мирные жители нанимали херихебов для зачитывания апотропических или погребальных текстов.